# Ligação permanente
Ligação permanente, link permanente ou apontador permanente, do inglês permalink, é um URL que aponta para uma postagem específica de um blog. Alguns sistemas antigos não possuem esse recurso.
O intuito dele é permitir que se chegue diretamente ao post desejado quando se faz referência a alguma postagem ou a um conteúdo específico, tornando imediato o acesso ao conteúdo referenciado.